# 由喜贵
由喜贵（1939年5月—），汉族，河北定县人，中国人民解放军上将。曾任中共中央办公厅警卫局局长。

## 生平
1958年1月至4月，担任中央警卫团战士。1958年4月至10月，任中央警卫团护训班卫生员。1958年10月至1962年2月，任中央警卫团卫生所卫生员、中央警卫团干部大队六中队队员。1962年2月至1963年8月，为北京农业学校学员。1963年8月至1977年12月，任中央警卫团后勤部卫生科助理军医、助理员，后勤部战勤参谋。

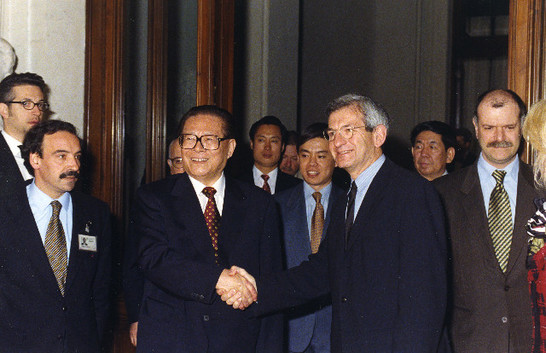
1999年3月江泽民访问意大利，图右二为由喜贵

1977年12月至1980年10月，任中央警卫师司令部管理科副科长。1980年10月至1983年7月，任中央警卫团后勤部副部长、部长。1983年7月至1985年7月，任中共中央办公厅警卫局管理处副处长、处长。1985年7月至1994年8月，任中共中央办公厅警卫局副局长。
1989年随着江泽民担任中共中央总书记，由喜贵也主要负责江泽民的安全工作。1990年7月，晋升为中国人民解放军少将。1994年8月至1997年10月，任中共中央办公厅警卫局局长、警卫局党委书记。1997年7月晋升为中国人民解放军中将。1997年10月，起任中共中央办公厅副主任，仍任中共中央办公厅警卫局局长、警卫局党委书记。1998年5月，兼任中央保健委员会副主任。2002年12月明确为中央国家机关正部长级；2003年1月明确为正大军区职。1989年9月起为江泽民卫士长。2004年6月20日，在江泽民卸任军委主席前夕，由喜贵晋升为上将。2007年9月，由喜贵不再担任中共中央办公厅警卫局局长。
此外他还任中共第十五届、十六届中央候补委员。

## 评价
由喜贵在中共中央办公厅警卫局的时期，长期负责中共中央总书记江泽民的安全工作。包括有1997年4月，担任特别助理陪同江泽民访问俄罗斯；10月，担任特别助理陪同江泽民访问美国；1999年3月陪同访问意大利、瑞典、奥地利。此外在国内的地方与公司视察也经常随行，包括1999年5月江泽民视察十堰东风汽车；2002年6月陪同视察洪都航空；2001年11月陪同视察东方大学城；2009年陪同视察中国联合工程公司（国机二院）等。
《他改变了中国：江泽民传》书中评价：“他（由喜贵）喜爱穿军装，有一张犹如斧劈刀削般的粗犷面庞，是一个雷厉风行的人。”